# Phú quý liệt xa
Phú quý liệt xa, còn gọi là Shanghai Express, là một bộ phim hài hành động võ thuật năm 1986 của Hồng Kông được viết và đạo diễn bởi Hồng Kim Bảo. Bộ phim có sự tham gia của Hồng Kim Bảo, Nguyên Bưu, Quan Chi Lâm, Chung Trấn Đào.

## Nội dung
Trình Phóng Thiên (Hồng Kim Bảo) đến Nga để ăn cắp hàng hóa từ những người lính Nga. Thật không may, anh ta bị bắt và những người lính bắt anh ta cởi quần áo chỉ mặc mỗi quần lót, nhảy múa mua vui cho họ. Trình đã chộp lấy quả lựu đạn và ném vào cabin trước khi nhảy qua cửa sổ trốn thoát. Hình cảnh quốc tế Lai Phúc (Chung Trấn Đào) bắt được Trình và giảng cho Trình nghe về tội của anh ta. Trình cố gắng trốn thoát, nhưng trong vụ ẩu đả, anh và Phúc lăn vào một quả cầu tuyết. Sau khi cả hai ra khỏi quả cầu tuyết, Phúc cố gắng tìm kiếm Trình và bị bất ngờ khi anh ta từ trên một cái cây nhảy xuống tấn công Phúc. Trình lấy quần áo của Phúc và vội vã trở về quê nhà.
Một băng cướp mặc đồng phục cảnh sát (Tăng Chí Vĩ, Nguyên Hoa, Lâm Chánh Anh, Ngọ Mã và Mạnh Hải) đã đốt cháy một tòa nhà lớn và lan ra mấy tòa nhà khác. Thiếu úy Kiệt Trác Huân (Nguyên Bưu) và đội cứu hỏa của mình chạy đến hiện trường và cứu một phụ nữ béo và một phụ nữ mù. Trong khi mọi người lo cứu hỏa, băng cướp cướp ngân hàng thị trấn, sau đó bọn họ trốn thoát nhưng hai trong số những tên cướp bị bỏ tù. Với việc tiền bị đánh cắp bởi những tên cướp, Thị trưởng (Hồ Phong) đã có một bài phát biểu tiêu cực. Ngược lại, Kiệt khuyến khích người dân thị trấn và anh ta được giao công việc thị trưởng và người đứng đầu an ninh của thị trấn.
Trình trở về quê nhà cùng với nhiều gái mại dâm. Trong đó Tiểu Hải (Trịnh Văn Nhã) chính là người tình lâu năm của Trình và vẫn luôn chờ đợi anh. Tham vọng của Trình là kiếm nhiều tiền cho thị trấn, anh mua lại khách sạn và các cửa hàng vui chơi trong thị trấn. Kiệt có thành kiến nặng nề với Trình và luôn theo dõi tìm cơ hội bắt anh. Một đoàn tàu sắp chạy qua, chở rất nhiều hành khách, bao gồm một số tội phạm và ba ninja Nhật Bản (Yasuaki Kurata, Yukari Oshima, Hwang Jang-Lee) đang giữ một tấm bản đồ kho báu ở Trung Quốc. Để có nhiều khách cho khách sạn của mình, Trình ấp ủ một kế hoạch buộc đoàn tàu dừng lại ở thị trấn bằng cách cho nổ đường ray. Trình tiến về phía nhà ga trên xe môtô của mình nhưng Kiệt cưỡi ngựa đuổi theo. Trình dùng một cành cây đánh ngã Kiệt từ con ngựa của anh ta. Trình cướp ngựa đi hết quãng đường còn lại, Kiệt đành phải lấy xe của Trình đuổi theo. Khi Trình chuẩn bị thuốc nổ, Kiệt tới nơi và cả hai đã có một trận đánh tay đôi với thắng lợi thuộc về Trình. Sau khi chiến thắng, Trình tiếp tục chờ đoàn tàu.
Khi tàu đi qua thị trấn, hành khách Hán (Ngô Diệu Hán) lẻn qua lại trên nóc tàu giữa người vợ béo (Thẩm Điện Hà) và người tình xinh đẹp của ông ta. Những tên cướp từ thị trấn cố gắng lên tàu. Tên cướp đầu tiên (Tăng Chí Vĩ) mang nhiều nam châm trên người vô tình bị dán chặt trên tàu, trong khi tên cướp thứ hai (Lâm Chánh Anh) sử dụng dây thừng để leo lên tàu. Tuy nhiên sợi dây của tên cướp lại mắc vào cổ Hán khiến Hán phải cố gắng bám trụ trên nóc tàu, còn tên cướp chạy theo tàu. Những tên cướp còn lại mắc chiếc xe đẩy vào tàu và chạy lên xe đẩy. Khi tàu đến ga, Trình cho thuốc nổ làm trật bánh tàu. Hai tên cướp bị bắt trước đó trốn thoát khỏi nhà tù cũng xuất hiện ở đường ray.
Như Trình đã lên kế hoạch, các hành khách nghỉ lại thị trấn để chờ sửa chữa tàu. Mấy tên cướp bị Kiệt bắt vào nhà tù. Trong khách sạn, bọn tội phạm nghĩ ra kế hoạch vào phòng người tình của Hán, đóng giả khách du lịch Nhật Bản. Thật không may, chúng không biết ngôn ngữ và buộc phải trốn khi Tàu trưởng (Lâu Nam Quang) và người tình của anh ta vào phòng. Sau khi Tàu trưởng đi vào phòng tắm, bọn tội phạm cố gắng lẻn ra ngoài, nhưng chẳng mấy chốc phải trốn lại. Hán trèo xuống từ nóc khách sạn, vô tình làm người tình của Tàu trưởng hoảng sợ. Vợ Hán nổi cơn ghen tuông, để giải thích, Hán tuyên bố rằng ông ta thực ra là điệp viên người Nhật, và bọn tội phạm sử dụng lý do này để trốn ra ngoài.
Lai Phúc trở về từ Nga và sử dụng Kiệt để bắt giữ Trình và tống anh ta vào tù. Vào ban đêm, Tiểu Hải và nhóm chị em của cô dùng kế giải thoát cho Trình. Tiểu Hải muốn đi cùng Trình nhưng Trình từ chối vì anh thấy bản thân anh còn không lo nổi cho mình. Tiểu Hải buồn bã trở lại thị trấn chấp nhận bị bắt giam cùng với các chị em.
Bọn xã hội đen cầm đầu bởi mấy người ngoại quốc xông vào thị trấn và bắt giữ ba ninja Nhật Bản đồng thời nhốt nhóm người Kiệt, Phúc vào nhà tù. Trình cảm thấy không nỡ tiếp tục bỏ rơi Tiểu Hải, anh trở về thị trấn và giải thoát cho mọi người trong nhà tù. Tất cả mọi người bỏ qua hiềm khích, bầu Trình làm chỉ huy và hợp tác cùng nhau chống lại bọn xã hội đen. Trình và Phúc sử dụng súng máy để bắn bọn xã hội đen, nhưng khẩu súng bị ngưng hoạt động vì quá nóng. Trình tè một bãi để khẩu súng tiếp tục sử dụng được nhưng cũng nhanh chóng bị nóng trở lại.
Trong khi nhóm Kiệt đi giải cứu những người còn lại, ba ninja Nhật vừa được giải cứu lập tức muốn đoạt lại bản đồ bị bọn xã hội đen lấy. Những cuộc quyết đấu diễn ra mọi nơi, cuối cùng bọn xã hội đen bị tiêu diệt. Trình và Kiệt lại phối hợp với nhau để lấy bản đồ từ mấy người Nhật. Ba người Nhật đồng ý trả lại bản đồ rồi rời đi, Kiệt đưa bản đồ cho Phúc để nhờ anh giao lại cho chính phủ.

## Diễn viên
- Hồng Kim Bảo - Trình Phóng Thiên
- Nguyên Bưu - Kiệt Trác Huân
- Chung Trấn Đào - Lai Phúc
- Trịnh Văn Nhã - Tiểu Hải
- Quan Chi Lâm - Chi
- Chu Bảo Ý
- Tăng Chí Vĩ
- Nguyên Hoa
- Lâm Chánh Anh
- Ngọ Mã
- Điền Tuấn
- Nguyên Khuê
- Trần Long
- Tiền Gia Lạc
- Ca Li
- Mạnh Hải
- Ngô Diệu Hán
- Thẩm Điện Hà
- Lâu Nam Quang
- Hwang Jang-Lee
- Yasuaki Kurata
- Yukari Oshima
- Cynthia Rothrock
- Richard Norton
- Địch Uy
- Chung Phát
- Trương Vinh Tường
- Vương Ngọc Hoàn
- Vương Vũ
- Hồ Phong
- Dương Tư
- Hạ Bình
- Diệp Vinh Tổ
- Tiền Tiểu Hào

## Phát hành DVD
Bộ phim ban đầu được phát hành trên DVD tại Hồng Kông bởi Universe Laser (Vùng 0). Nó được phát hành lại vào năm 2006 bởi Joy Sales (Vùng 3).
Ở Mỹ, nó được phát hành vào năm 1999 bởi Tai Seng, dưới tựa đề The Millionaires Express (với một chữ "The" hàng đầu và dấu nháy đơn bị bỏ qua). Nó được phát hành lại vào năm 2007 bởi Dragon Dynasty, dưới tên xuất khẩu Shanghai Express.
Tại Anh, nó được phát hành vào năm 2005 bởi Hong Kong Legends / Contender Entertainment Group, dưới tựa gốc.